# Терентьев, Сергей Владимирович
Серге́й Влади́мирович Тере́нтьев (род. 12 октября 1964, Гаврилов Посад, Ивановская область) — советский и российский рок-музыкант, композитор. Наиболее известен как гитарист групп «Ария», с которой работал с 1995 по 2002 год, и «Кипелов», в которой играл до 2003 года. В настоящее время является лидером группы «Артерия». Имеет неформальное прозвище «Теря». 

## Биография
Родился 12 октября 1964 года в городе Гаврилов Посад Ивановской области. Однако долго там не задержался, и до 13 лет пожил в городах Белгороде и Александрове. На гитаре играет с 15 лет. Примерно в этом юном возрасте Сергей увлекся западной музыкой.
В Александрове он окончил 8 классов средней школы и поступил в Богородское художественное училище (Сергиево-Посадский район). Это училище дало Сергею образование художника-оформителя. Совмещая эту профессию с игрой на гитаре, он играет в местных Домах Культуры на танцах.
В 1985 году Сергей поступает в ВКПУ города Владимира на дирижёрско-хоровое отделение, а сразу по окончании — занимает вакансию гитариста в группе «Слайды». Именно с группой «Слайды» связан первый опыт написания песен. Затем Сергей работал в группе «Родмир» (CD «Wilde & Dangerous Girl») и одновременно принимал участие в группе Вячеслава Горбачёва «Новый Завет». В 1992 году был приглашен сессионным гитаристом в группу «Гунеш» для тура по Китаю.

### Ария и Кипелов
В 1994 году с вокалистом Сергеем Задорой на студии АРИЯ Records Терентьев записывал альбом «Up to Thirty». В это время в группе «Ария» после ухода Сергея Маврина стало вакантным место гитариста. Терентьев прошёл пробы и был принят в основной состав. Первое время, из-за его высокого роста (196 см) коллеги попросили Сергея выступать, широко расставляя ноги, чтобы остальные музыканты не казались на его фоне слишком маленькими. С Арией Сергей за восемь лет записал три альбома и стал автором музыки шести песен: «Грязь» (в соавторстве с Кипеловым), «Дьявольский зной», «Кто ты?», «Я не сошёл с ума», «Машина смерти» и хита «Потерянный рай». Примечательно, что 3 из 6 песен не изданы на номерных альбомах.
В 2002 году Сергей Терентьев вместе с Валерием Кипеловым и Александром Манякиным уходит из «Арии» во вновь образованную группу «Кипелов». Он принял участие в записи концертного альбома «Путь наверх» и сингла «Вавилон», где выступил в роли аранжировщика к заглавной песне.

### «Артерия»
Через год Сергей покинул и этот коллектив и вместе с вокалистом группы «Легион» Алексеем Булгаковым создал новую группу «Артерия». Состав «Артерии» часто менялся, через него прошли семь вокалистов и в общей сложности ещё одиннадцать музыкантов. В 2004 году был переиздан сольный альбом Терентьева 1994 года, в новой редакции и под названием «30+3+Infinity». Помимо инструментальной музыки в переиздание вошли три песни — «Звезды легли на дно», «Кто ты» и «Потерянный рай». В 2006 году Сергей принял участие в проекте Маргариты Пушкиной «Margenta» и записал большую часть партий гитары для альбома «Династия посвящённых», выпущенного в 2007 году.

## Судебный процесс
24 мая 2007 года Терентьев стал участником дорожно-транспортного происшествия, сбив насмерть 19-летнюю Татьяну Королёву. 3 сентября 2007 года Савёловский суд города Москвы приговорил музыканта к четырём годам заключения в колонии-поселении, лишению права управления автомобилем на три года и выплате родителям погибшей девушки 1,9 миллионов рублей денежной компенсации. В период заключения Терентьев выступал как продюсер группы «Артерия» и участвовал в студийных записях. Во время отпусков из колонии он несколько раз появлялся на концертах своей группы и группы «Пилигрим» Андрея Ковалёва.

## Другая деятельность
В 2009 году Сергей запустил новый проект GT вместе со своей женой — певицей Натальей «Glossy» Льяновой.
До 2003 года Сергей являлся совладельцем московской студии «R-Sound». Но его компаньон, Сергей Рыбин, недовольный плотным гастрольным графиком группы «Кипелов», вскоре предложил Терентьеву освободить занимаемую должность.
Со студией «Ария-рекордс» в жизни Терентьева связаны два знаменательных события. В 1994 году придя записываться на эту студию, он встретил Дубинина и Холстинина, которые в то время искали гитариста взамен Маврина. После того, как Терентьев безупречно отыграл несколько песен, его взяли в группу, кроме того, в его ведении находилась студия (в роли директора и звукорежиссёра) и репетиционная база на ней. Спустя два года, в 1996 году, он познакомился здесь с Натальей «Glossy» Льяновой, пришедшей озвучивать образовательный курс для детей, которая впоследствии стала его женой.

## Дискография
Сергей участвовал во всех релизах своего коллектива «Артерия».  Помимо этого:

| В составе группы «Rodmir» - 1994 — «Wild & Dangerous Girl» Сольные релизы - 1994 — «Up to 30» - 2004 — «30+3+Infinity» В составе группы «Ария» - 1995 — «Ночь короче дня» - 1996 — «Сделано в России» - 1998 — «Генератор зла» - 1999 — «Tribute to Harley-Davidson» - 1999 — «2000 и одна ночь» - 2000 — «Потерянный рай» - 2001 — «Tribute to Harley-Davidson II» - 2001 — «Дальнобойщики-2» - 2001 — «Химера» - 2002 — «Штиль» - 2003 — «В поисках новой жертвы» - 2003 — «Легенды русского рока — 2» - 2004 — «Беспечный ангел» - 2016 — «30 (1985—2015)» - 2016 — «30 лет! Юбилейный концерт» | В составе группы «Hellraiser» - 1997 — «03» В составе группы «Кипелов» - 2003 — «Путь наверх» - 2004 — «Вавилон» - 2013 — «X лет. Крокус Сити Холл» Совместно с группой «R.D.» - 2006 — «Карусель эпох» Совместно с проектом «Margenta» - 2007 — «Династия посвящённых» - 2010 — «Цветок майорана» Совместно с проектом «GlossyTeria» - 2010 — «GlossyTeria» - 2010 — «Точка невозврата» Совместно с Игорем Куприяновым - 2011 — «50:35» Совместно с группой «Виконт» - 2012 — «Не покоряйся судьбе!» - 2015 — «Арийская Русь / Часть 2» Совместно с группой «Алексеевская площадь» - 2017 — «Всё повторится вновь» |

## Видеография
В составе группы «Ария»
- 1995 — «Возьми моё сердце» (видеоклип)
- 1998 — «Сделано в России» (видеоальбом)
- 1998 — «Отшельник» (видеоклип)
- 1998 — «Грязь» (видеоклип)
- 2000 — «Беспечный ангел» (видеоклип)
- 2000 — «Потерянный рай» (видеоклип)
- 2001 — «Штиль» (с Удо Диркшнайдером) (видеоклип)
- 2002 — «Осколок льда» (видеоклип)
- 2016 — «30 лет! Юбилейный концерт» (видеоальбом)

В составе группы «Кипелов»
- 2003 — «Путь наверх» (видеоальбом)
- 2003 — «Я свободен!» (видеоклип)
- 2013 — «X лет. Крокус Сити Холл» (видеоальбом)

Совместно с Игорем Куприяновым
- 2011 — «50:35» (видеоальбом)